# Dinosauromorpha
I primi dinosauromorfi sono vissuti in Argentina 235 maf con animali primitivi come Lagerpeton.
Tra i dinosauromorfi c'è il superordine dinosauria e altri dinosauromorfi non dinosauri appartenenti al clade Ornithodira come Lagerpeton e Marasuchus, a dinosauromorpha appartiene anche il clade Silesauridae con animali come Silesaurus.
I dinosauromorfi meno basali hanno il pube e l'ischio allungati.

## I primi dinosauromorfi
I primi dinosauromorfi facevano parte del clade Lagerpetonidae e non erano dinosauriformi.

## I dinosauromorfi di oggi
Siccome gli uccelli sono dinosauri fanno parte anche loro di Dinosauromorpha.

## Dominatori del Mesozoico
I dinosauromorfi  dominavano, nel Mesozoico, tutto il mondo.

## Specie
Alcuni dei dinosauromorfi non dinosauri sono Lagerpeton, Marasuchus, Silesaurus e secondo alcuni studiosi anche Herrerasaurus.
Tra i dinosauromorfi ci sono anche i Saurischi (Saurischia) e gli Ornitischi (Ornithischia).